# Synsphyronus inglisorum
Espèce
Synsphyronus inglisorum est une espèce de pseudoscorpions de la famille des Garypidae.

## Distribution
Cette espèce est endémique de Nouvelle-Galles du Sud en Australie. Elle se rencontre vers Oaks.

## Description
Le mâle holotype mesure 2,77 mm et la femelle paratype 3,12 mm.

## Systématique et taxinomie
Cette espèce a été décrite par Harvey en 2023.

## Étymologie
Cette espèce est nommée en l'honneur de la famille Inglis.

## Publication originale
- Harvey, 2023 : « A new species of Synsphyronus (Pseudoscorpiones:Garypidae) from eastern Australia. » Australian Journal of Taxonomy, vol. 18, p. 1–5 (texte intégral).